# Верхнекарелина
Верхнекаре́лина — опустевшая деревня в Киренском районе Иркутской области. Входит в Киренское городское поселение.
Находится на левом берегу реки Нижняя Тунгуска, в 30 км к северо-западу от города Киренска.

## Население
| 2002 | 2010 | 2011 | 2012 |
| ---- | ---- | ---- | ---- |
| 1    | ↘0   | →0   | →0   |